# Кубок Англії з футболу 1902—1903
Кубок Англії з футболу 1902—1903 — 32-й розіграш найстарішого футбольного турніру у світі, Кубка виклику Футбольної Асоціації, також відомого як Кубок Англії. Вдруге титул здобув Бері.

## Попередній раунд
| Дата                   | Господарі         | Рахунок | Гості                  |
| ---------------------- | ----------------- | ------- | ---------------------- |
| 13 грудня              | Бристоль Сіті     | 3:1     | Мідлсбро               |
| 13 грудня              | Редінг            | 1:0     | Бернлі                 |
| 13 грудня              | Лінкольн Сіті     | 2:0     | Вест Гем Юнайтед       |
| 13 грудня              | Лутон Таун        | 3:0     | Кіддермінстер Гарріерз |
| 13 грудня              | Бішоп Окленд      | 1:3     | Престон Норт-Енд       |
| 13 грудня              | Барнслі           | 4:0     | Свіндон Таун           |
| 13 грудня              | Брентфорд         | 1:1     | Вулвіч Арсенал         |
| 17 грудня Перегравання | Вулвіч Арсенал    | 5:0     | Брентфорд              |
| 13 грудня              | Бристоль Роверз   | 2:2     | Міллволл               |
| 18 грудня Перегравання | Міллволл          | 0:0     | Бристоль Роверз        |
| 22 грудня Перегравання | Міллволл          | 2:0     | Бристоль Роверз        |
| 13 грудня              | Глоссоп           | 2:1     | Нью Бромптон           |
| 13 грудня              | Бертон Юнайтед    | 1:1     | Манчестер Юнайтед      |
| 17 грудня Перегравання | Манчестер Юнайтед | 3:1     | Бертон Юнайтед         |

## Перший раунд
До першого раунду увійшли переможці попереднього раунду.
| Дата                   | Господарі            | Рахунок | Гості                   |
| ---------------------- | -------------------- | ------- | ----------------------- |
| 7 лютого               | Бері                 | 1:0     | Вулвергемптон Вондерерз |
| 7 лютого               | Престон Норт-Енд     | 3:1     | Манчестер Сіті          |
| 7 лютого               | Ноттс Каунті         | 0:0     | Саутгемптон             |
| 11 лютого Перегравання | Саутгемптон          | 2:2     | Ноттс Каунті            |
| 16 лютого Перегравання | Ноттс Каунті         | 2:1     | Саутгемптон             |
| 7 лютого               | Ноттінгем Форест     | 0:0     | Редінг                  |
| 12 лютого Перегравання | Редінг               | 3:6     | Ноттінгем Форест        |
| 7 лютого               | Блекберн Роверз      | 0:0     | Венсдей                 |
| 12 лютого Перегравання | Венсдей              | 0:1     | Блекберн Роверз         |
| 7 лютого               | Астон Вілла          | 4:1     | Сандерленд              |
| 7 лютого               | Болтон Вондерерз     | 0:5     | Бристоль Сіті           |
| 7 лютого               | Грімсбі Таун         | 2:1     | Ньюкасл Юнайтед         |
| 7 лютого               | Дербі Каунті         | 2:1     | Смол Хіт                |
| 7 лютого               | Евертон              | 5:0     | Портсмут                |
| 7 лютого               | Міллволл             | 3:0     | Лутон Таун              |
| 7 лютого               | Вулвіч Арсенал       | 1:3     | Шеффілд Юнайтед         |
| 7 лютого               | Тоттенгем Готспур    | 0:0     | Вест-Бромвіч Альбіон    |
| 11 лютого Перегравання | Вест-Бромвіч Альбіон | 0:2     | Тоттенгем Готспур       |
| 7 лютого               | Барнслі              | 2:0     | Лінкольн Сіті           |
| 7 лютого               | Глоссоп              | 2:3     | Сток                    |
| 7 лютого               | Манчестер Юнайтед    | 2:1     | Ліверпуль               |

## Другий раунд
До другого раунду увійшли переможці першого раунду.
| Дата                   | Господарі         | Рахунок | Гості             |
| ---------------------- | ----------------- | ------- | ----------------- |
| 21 лютого              | Ноттінгем Форест  | 0:0     | Сток              |
| 26 лютого Перегравання | Сток              | 2:0     | Ноттінгем Форест  |
| 21 лютого              | Астон Вілла       | 4:1     | Барнслі           |
| 21 лютого              | Грімсбі Таун      | 0:2     | Ноттс Каунті      |
| 21 лютого              | Тоттенгем Готспур | 1:0     | Бристоль Сіті     |
| 21 лютого              | Дербі Каунті      | 2:0     | Блекберн Роверз   |
| 21 лютого              | Евертон           | 3:1     | Манчестер Юнайтед |
| 21 лютого              | Міллволл          | 4:1     | Престон Норт-Енд  |
| 21 лютого              | Шеффілд Юнайтед   | 0:1     | Бері              |

## Третій раунд
До третього раунду увійшли переможці другого раунду. 
| Дата      | Господарі         | Рахунок | Гості        |
| --------- | ----------------- | ------- | ------------ |
| 7 березня | Бері              | 1:0     | Ноттс Каунті |
| 7 березня | Тоттенгем Готспур | 2:3     | Астон Вілла  |
| 7 березня | Дербі Каунті      | 3:0     | Сток         |
| 7 березня | Міллволл          | 1:0     | Евертон      |

## Півфінали
У півфіналах зіграли команди, що перемогли на попередньому етапі.
| Дата       | Господарі    | Рахунок | Гості       |
| ---------- | ------------ | ------- | ----------- |
| 21 березня | Бері         | 3:0     | Астон Вілла |
| 21 березня | Дербі Каунті | 3:0     | Міллволл    |

## Фінал
| 18 квітня 1903 |

| Бері                                                  | 6:0      | Дербі Каунті |
| ----------------------------------------------------- | -------- | ------------ |
| Росс 20' Сейгар 48' Лімінг 56', 76' Вуд 57' Плант 59' | Протокол |              |

| Крістал Пелес, Лондон Глядачів: 63 102 Арбітр: Дж.Адамс |